# For You (Mariette-låt)

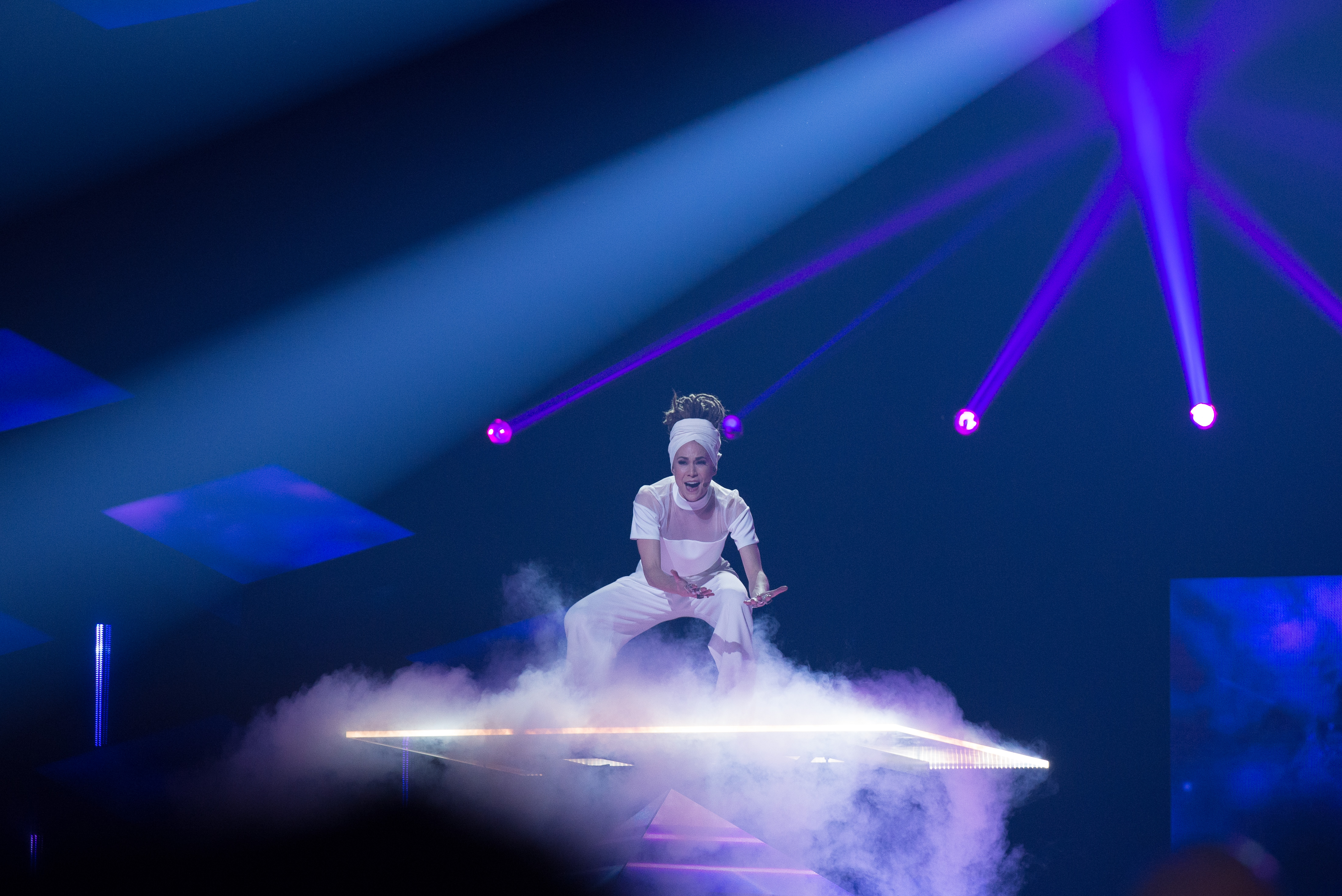
Mariette framför For You under Melodifestivalen 2018

For You är en  musiksingel från 2018 med sångaren Mariette Hansson. Den framfördes i Melodifestivalen 2018 i fjärde semifinalen där den tog sig direkt till final. Den placerade sig på plats 41 på Svenska singellistan.

## Listplaceringar
| Lista             | Placering |
| ----------------- | --------- |
| Sverigetopplistan | 13        |